# Florence Stanley
Florence Stanley (* 1. Juli 1924 in Chicago, Illinois als Florence Schwartz; † 3. Oktober 2003 in Los Angeles, Kalifornien) war eine US-amerikanische Schauspielerin, welche sowohl in Film und Fernsehen als auch am Theater Erfolge feierte. 

## Werdegang
Aufgewachsen in ihrer Heimatstadt begann Stanley ab den 1940er Jahren mit der Schauspielerei: zunächst am Theater und ab den 1950er Jahren dann auch im Fernsehen. Nebenbei blieb sie dem Theater treu und wirkte in Stücken wie Elektra und Die Glasmenagerie mit. 1966 beerbte sie Bea Arthur am Broadway in deren Rolle als Yente im Musical Anatevka und mimte diesen Part fünf Jahre lang.
Parallel entwickelte sich auch ihre Film- und Fernsehkarriere weiter. Sie wirkte meist in Nebenrollen in Streifen wie Der Tag des Delphins, Das Nervenbündel oder The Fortune an der Seite von Warren Beatty und Jack Nicholson mit. Mit Beatty drehte sie später auch Bulworth. Im Film Schneesturm im Paradies spielte sie die Filmmutter von Nicolas Cage.
Am bekanntesten – auch in Deutschland – war aber ihre Präsenz in US-amerikanischen Sitcoms der 1980er und 1990er Jahre. So verkörperte sie die resolute Oberärztin Dr. Amanda Riskin in Hallo Schwester! sowie die nicht minder bestimmende Familienrichterin Margaret Wilbur in Harrys wundersames Strafgericht und Ein Vater zuviel. Dabei zeichnete sie sich meist durch ihre unverwechselbare Spielpräsenz aus: sowohl mittels ihres stoischen, ernsten und fast emotionslosen Gesichtsausdrucks als auch ihrer (nur im amerikanischen Original) sehr rauchigen und tiefen Stimme.
Aus letzterem Grund synchronisierte Stanley auch viele Zeichentrickfilmen und -serien wie Goofy – Der Film, Atlantis – Das Geheimnis der verlorenen Stadt sowie dessen Fortsetzung. In der Serie Die Dinos sprach sie Earl Sinclairs Schwiegermutter Ethyl und in Family Guy bis zu ihrem Tod Peter Griffin’s Mutter Thelma.

## Privates
Stanley ehelichte 1951 den ehemaligen Schauspieler Martin Newman (1924 – 2020) und blieb bis zu ihrem Tod mit ihm verheiratet. Das Paar hatte zwei Kinder.
Sie verstarb 2003 an den Folgen eines Schlaganfalles.

## Filmographie
- 1961: Preston & Preston (The Defenders, Fernsehserie, 1 Folge)
- 1967: Gegen den Strom die Treppe rauf (Up the Down Staircase)
- 1973: Der Tag des Delphins (The Day of the Dolphin)
- 1975: Das Nervenbündel (The Prisoner of Second Avenue )
- 1975–82: Barney Miller (Fernsehserie, 6 Folgen)
- 1975: The Fortune
- 1977–78: Fish (Fernsehserie, 35 Folgen)
- 1987: Nichts als Ärger mit dem Typ (Outrageous Fortune)
- 1987–90: Ein Vater zuviel (My Two Dads, Fernsehserie, 60 Folgen)
- 1991–94: Hallo Schwester! (Nurses, Fernsehserie, 12 Folgen)
- 1993: Harry & Kit – Trouble Bound (Trouble Bound )
- 1994: Schneesturm im Paradies (Trapped in Paradise)
- 1995: Goofy – Der Film
- 1998: Immer noch ein seltsames Paar (The Odd Couple II)
- 1998: Bulworth
- 2001: Atlantis – Das Geheimnis der verlorenen Stadt (Atlantis: The Lost Empire)
- 2003: Down with Love – Zum Teufel mit der Liebe! (Down with Love)